# 2022年4—5月广州市2019冠状病毒病聚集性疫情
2022年4－5月廣州市嚴重特殊傳染性肺炎聚集性疫情，又稱2022年廣州白雲國際機場疫情傳播鏈、2022年4月广州白云国际机场2019冠状病毒病聚集性疫情。是指自2022年4月28日起在廣州市爆發的嚴重特殊傳染性肺炎聚集性疫情。此次疫情爆發距廣州市上一次聚集性疫情處置工作基本結束僅過去3天。4月28日，在廣州白雲國際機場員工例行核酸篩查中發現4起本土個案，之後進行重點區域篩查，當日再發現7例本土個案。而4月29日，江門發現一例個案，曾到訪白雲機場，證實疫情已經外溢。直到5月17日，白云区鹤龙街全域解除管控，调整为常态化管理，本轮疫情正式结束。

## 背景与溯源
- 在4月28日广州市疫情防控新闻发布会上，广州市疾病预防控制中心党委书记、新闻发言人张周斌表示，本次疫情是白云机场在对机场工作人员的例行核酸检测中发现的，疫情主要波及机场工作人员及其共同居住人员[1]。
- 4月29日的流行病學調查和實驗室基因測序比對顯示，本次疫情為一起境外輸入關聯的獨立疫情，病毒為SARS-CoV-2Omicron變異株BA.2分支，初步研判為機場工作人員在工作中意外暴露感染所致[註 1][2]。

## 疫情時間軸

### 廣州市
- 2022年4月28日0时至24时，全市新增本土感染者14例[註 2]，其中13例[註 3]屬本輪疫情傳播鏈上[3][4][註 4]。
- 2022年4月29日0时至24时，全市新增本土感染者40例[註 5][5][6]。全市另新增2例本土无症状感染者转确诊[5][6]。
- 2022年4月30日0时至24时，全市新增本土感染者20例[註 6][7][8]。全市另新增7例本土无症状感染者转确诊[7][8]。
- 2022年5月1日0时至24时，全市新增本土感染者17例[註 7][9][10]。全市另新增7例本土无症状感染者转确诊[9][10]。
- 2022年5月2日0时至24时，全市新增本土感染者9例[註 8][11][12]。全市另新增2例本土无症状感染者转确诊[11][12]。
- 2022年5月3日0时至24时，全市新增本土感染者10例[註 9][13][14]。全市另新增2例本土无症状感染者转确诊[13][14]。
- 2022年5月4日0时至24时，全市新增本土感染者16例[註 10][15][16]。全市另新增1例本土无症状感染者转确诊[15][16]。
- 2022年5月5日0时至24时，全市新增本土感染者8例[註 11][17][18]。全市另新增6例本土无症状感染者转确诊[17][18]。
- 2022年5月6日0时至24时，全市新增本土感染者6例[註 12][19][20]。全市另新增1例本土无症状感染者转确诊[19][20]。
- 2022年5月7日0时至24时，全市新增本土感染者5例[註 13][21][22]。全市另新增2例本土无症状感染者转确诊[21][22]。
- 2022年5月8日0时至24时，全市新增本土感染者4例[註 14][23][24]。全市另新增1例本土无症状感染者转确诊[23][24]。
- 2022年5月9日0时至24时，全市只新增2例本土无症状感染者转确诊，没有新增实际的本土感染者[25][26]。
- 2022年5月10日0时至24时，全市新增本土感染者1例[註 15][27][28]。
- 2022年5月11日0时至24时，全市只新增1例本土无症状感染者转确诊，没有新增实际的本土感染者[29][30]。
- 2022年5月12日0时至24时，全市只新增1例本土无症状感染者转确诊，没有新增实际的本土感染者[31][32]。

### 江門市
- 2022年4月28日22时，江門市鹤山市共和镇发现1例核酸阳性个案，该个案经广州白云机场到达鹤山市共和镇[33][34]，于4月29日成为本土无症状感染者[5]。
- 2022年5月1日0时至18时，江门市新增1例本土无症状感染者，该个案为鹤山市4月29日报告阳性个案的密切接触者[35][9][36]。
- 2022年5月2日0时至17时，江门市新增1例本土无症状感染者，该个案为鹤山市4月29日报告阳性个案的密切接触者[11][37]。
- 2022年5月3日0时至18时，江门市新增1例本土确诊病例和1例本土无症状感染者，2名感染者均为鹤山市4月29日报告阳性个案的密切接触者[13][38][註 16]。
- 2022年5月4日0时至24时，江门市新增2例本土确诊病例（其中1例为集中隔离人员排查中新增个案，1例为已公布的无症状感染者转确诊），均为鹤山市4月29日报告阳性个案的密切接触者[15][39]。

### 佛山市
- 2022年4月29日0时至24时，佛山市三水区西南街道在外省返回主动检测人员中发现1例阳性个案，其经过广州白云机场和广州市白云区人和镇[5][40]。

### 东莞市
- 2022年4月30日0时至12时，东莞市长安镇新增1例外地输入无症状感染者，其从省外抵达广州白云机场后，乘坐网约车前往东莞市长安镇[7][41]。

### 統計圖表
-{zh-cn:
;zh-tw:
}-

## 廣州本地反應

### 地區風險

#### 「三區」劃定情形
- 4月28日起，白雲區劃定人和镇高增村、人和镇矮岗村聚龙街十八巷2、4、6、8号、聚龙街十七巷2、4、6、8号、人和镇西成村华西路内街50、52、54、56、58、60、62、64号為封控區，劃定人和镇全域為管控區[42][43][44][45][46][47]。
- 4月28日起，越秀区将珠光街道文德路48号划为封控区，将文德东路12号划为管控区，将东至文德东路6号大院东侧道路、南至文德东路、西至文德路、北至玉带濠的围合区域划为防范区[1][48]（以上区域自5月8日零时起解封[49]）。
- 4月28日起，花都区对花东镇石角村区域、花山镇永明村区域实施临时管理[50][51]。
- 4月28日起，增城区在荔城街道劃定三區[註 17][52]（以上区域自5月9日零时起解封[53]）。
- 4月29日起，白云区人和镇、龙归街道新增部分区域为封控区、管控区、防范区[註 18][54][55]。
- 4月29日起，花都區在花东镇石角村、花山镇永明村劃定三區[註 19][56][57]（以上区域自5月7日24时[註 20]起解封[58]）。
- 4月29日起，越秀区在大东街道劃定三區[註 21][59]（以上区域自5月9日零时起解封[60]）。
- 4月30日起，白云区人和镇、新市街道、鹤龙街道新增部分区域为封控区、管控区、防范区[註 22][61][62]。
- 4月30日起，花都區劃定五组封控区、管控区、防范区[註 23][63]。
- 5月1日起，白云区人和镇、鹤龙街道新增部分区域为封控区、管控区、防范区[註 24][64][65]。
- 5月1日起，花都区在花东镇、狮岭镇划定封控区、管控区和防范区，并对花东镇封控区、管控区、防范区进行调整[註 25][66]。
- 5月2日起，白云区人和镇新增四个封控区[註 26][67][68]。
- 5月3日起，白云区人和镇新增1个封控区（凤和村凤元街1号、3号、5号、7号、26号、28号、29号，凤元街环村路1号、2号、3号，凤元街10巷1号）[69][70]，嘉禾街道新增封控区、管控区和防范区各1个[註 27]，鹤龙街道新增封控区和管控区各1个[註 28]，永平街道新增封控区、管控区和防范区各1个[註 29][71][72]。
- 5月3日起，花都区对新雅街广塘村白鳝塘部分区域实施临时管理[73]。
- 5月4日起，白云区人和镇第17号、第19号、第26号、第32号网格及第22网格流溪河以南区域解除管控，调整为防范区[74][75]，并将人和镇西成村西成路51号、凤和村凤岗路6号及鹤龙街道一片区域[註 30]划为封控区，将鹤龙街道鹤北社区全域划为管控区[76]。同日起，鹤龙街道将鹤南路26号、28号、30号、32号、34号，鹤南中路五巷6号，鹤南中路六巷5号、6号、8号，鹤南中路七巷5号、6号、7号、8号列入封控区，将鹤南中路以南至鹤边公园围墙，鹤南中路以东至鹤南中路一巷列入管控区[77][78]。
- 5月4日起，花都区对新雅街、花东镇划定封控区、管控区和防范区[註 31][79]。
- 5月5日起，白云区人和镇第20号、第22号、第27号、第28号（横沥村横沥荔南街东十巷22号501除外）、第29号、第31号、第33号网格区域解除管控，调整为防范区[80]。
- 5月6日起，白云区人和镇调整部分管控区域[註 32][81][82]。
- 5月7日起，白云区新增8个封控区[註 33]、6个管控区[註 34]和1个防范区[註 35][83][84]。同日起，白云区新增1个封控区[註 36]和1个管控区[註 37][85][86]。
- 5月7日24时[註 38]起，花都区解除对花东镇石角村、花山镇永明村封控区、管控区与防范区的管理[註 39][58]。
- 5月8日起，白云区调整部分管控区域[註 40][87][88]。
- 5月9日0时起，花都区解除对新雅街团结村（南）、花东镇富力金港城、花山镇雅居乐万科热橙小区封控区、管控区与防范区的管理[註 41][89]。
- 5月10日起，白云区调整部分管控区域[註 42][90][91][註 43][92][93]。
- 5月10日12时起，花都区解除对部分封控区、管控区与防范区的管理[註 44][94]。
- 5月10日18时起，花都区新雅街豪利花园丽景阁解除封控区管理措施，豪景阁、桃苑阁、杏苑阁、怡景阁解除管控区管理措施，豪利花园小区全域（封控区、管控区除外）解除防范区管理措施[95]。
- 5月10日20时起，花都区新雅街团结村（北）商业街以南，平石西路以北，东南二街以东，凤凰北路以西，解除管控区管理措施，调整为防范区[95]。
- 5月11日6时起，花都区解除对新雅街东莞村封控区、管控区与防范区的管理[註 45][96]。
- 5月12日起，白云区调整部分管控区域[註 46][97][98][註 47][99][100]。
- 5月12日0时起，花都区解除对新雅街团结村（北）、花东镇三凤村封控区、管控区与防范区的管理[註 48][101]。
- 5月12日12时起，花都区解除对新雅街广塘村封控区、管控区与防范区的管理[註 49][102]。
- 5月13日起，白云区调整部分管控区域[註 50][103]。
- 5月14日起，白云区调整部分管控区域[註 51][104][105]。
- 5月17日起，白云区鹤龙街全域解除管控，调整为常态化管理[106][107]。自此，广州本次聚集性疫情正式结束。

### 大規模核酸檢測

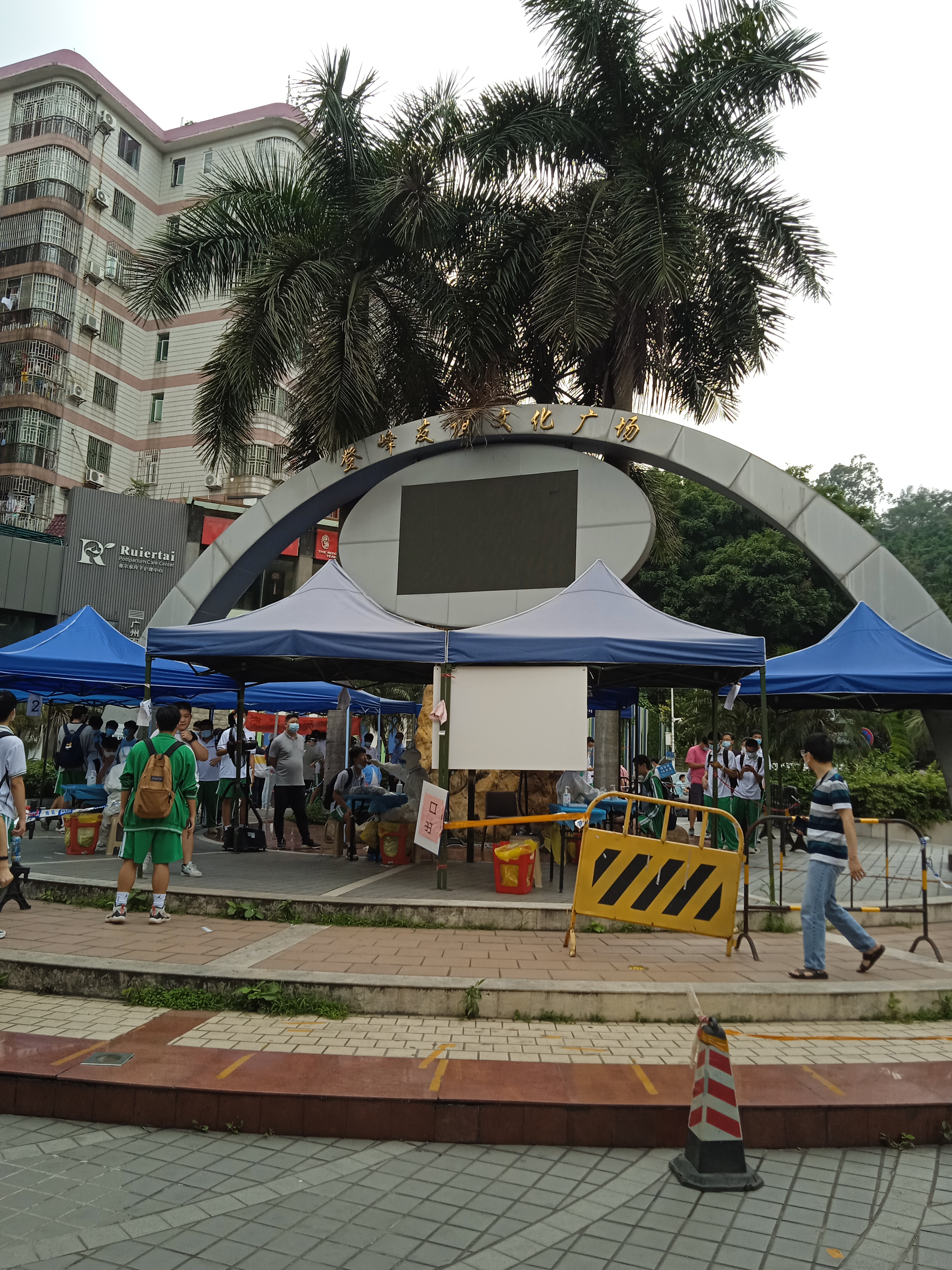
广州市越秀区登峰街道其中一个核酸检测点（金鹿山庄前广场）正在进行全员核酸检测（4月29日）

- 4月28日，越秀区、白云区、花都区开展全区全员核酸检测[108][50][109][110]。当天，越秀区公布了全区18个街道的核酸检测点名单[111]。当天，海珠区、天河区、黄埔区、番禺区也开展了全区全员核酸检测[42]。
- 4月29日起，花都区开展全区全员核酸检测[112]（花都区4月28、29日核酸检测结果全部为阴性[113]）[註 52]。
- 4月29日14:30起，增城区开展全区全员核酸检测[115]（该区该次核酸检测结果全部为阴性[116]）。
- 4月30日9时起，花都区对新雅街、花山镇、花东镇全体居民群众进行核酸检测[117]。
- 5月1日9时起，花都区对部分区域居民群众[註 53]进行核酸检测[118][註 54]。
- 5月4日，为方便市民五一假期后返岗返学核酸检测，广州市将统筹2万余医护人员，在全市开设4639个核酸采样点，23137个采样单元，为市民提供免费核酸检测服务[120]。
- 5月7日，白云区开展全区全员核酸检测工作[121]。
- 5月7日9时至21时，花都区在全区范围内启动全员核酸检测[註 55][122][123]。

### 公共場所
- 4月29日，增城区医疗机构停诊部分业务[註 56][124]。
- 自4月29日起至所在人和镇管控期间结束，广州市白云区人民法院人和人民法庭[註 57]暂停开庭、调解、询问、信访及其他诉讼活动[125]（以上活动自5月16日起恢复[126]）。
- 5月3日至4日，南方医院白云分院暂停普通门诊业务，仅提供急诊及住院业务[127]（上述业务已在5月5日恢复[128]）。
- 5月5日，白云区疾病预防控制中心将鹤龙街YH城列为涉疫重点场所[129]。
- 5月9日起，广州市花都区政务服务中心调整疫情防控措施[註 58][130]。

### 教育與考試
- 4月29日，广州市花都区人力资源和社会保障局发出公告称，原定于2022年5月5日至6日开展的广州市花都区2022年赴国内知名高校设点招聘事业单位专业人才专项考试广州考点现场确认及资格审查延期举行[131]。

### 交通出行
5月10日起，广州市机场、铁路、公路客运等对外交通方式离穗旅客取消查验48小时核酸阴性证明，除进京旅客须持北京健康宝绿码和48小时核酸阴性证明外，其他旅客仅需提供健康码绿码并且体温正常即可乘坐上述交通工具离穗。

#### 機場
- 4月28日7時許，廣州白雲機場通報稱，27日晚白雲機場在員工例行核酸檢測中發現有核酸檢測異常。因此，白雲機場從28日起調整部分國內客運航班計劃，28日初步安排12點後運行部分國內航班[133][108][134]。
- 截至28日中午12時，飛常準APP實時數據顯示，廣州白雲機場1120架進出港航班取消[134]。
- 4月29日起广州白云机场飞往重庆、成都、杭州等地的航班正常运营（具体以航空公司公布为准）[135]。
- 自4月30日起，广州白云国际机场更新防疫要求：一、对进入航站楼的旅客（国际出发旅客除外）按照以下标准落实健康信息查验：48小时内核酸检测阴性证明+1次现场抗原检测（进入航站楼入口按照引领做）+健康码绿码+体温检测正常。二、对国际出发旅客需凭国际航班出发机票购票信息，查验48小时内核酸检测阴性证明+健康码绿码+体温检测正常。三、抵达航班保障方面，即日起白云机场所有国内进港客运航班按照国内重点管控航班进行保障，旅客经W3远机位到达口进入T1航站楼，实施落地核酸检测[136]。
- 5月3日，广州白云国际机场更新防疫要求：当天起，在健康信息查验的基础上，在航站楼入口处对旅客身份信息和购票信息进行核验，当天乘机的旅客方能进入航站楼[137]。
- 5月6日，广州白云国际机场股份有限公司明确表示：白云机场连续7天[註 59]在岗工作人员和环境核酸检测均为阴性[138]。
- 5月8日起，乘坐中国南方航空及其代理航空公司航班的旅客改在广州白云国际机场二号航站楼办理值机手续。白云机场二号航站楼三层出发大厅将开放2个入口，其中44号门为国内出发旅客专用入口，46号门为国际出发旅客专用入口[139]。同日，广州白云国际机场股份有限公司明确表示：机场一号、二号航站楼餐饮和零售商业在本轮疫情期间暂未开放[140]。
- 5月13日，广州白云国际机场通报：机场已实现常态化运行，当日机场计划起降航班300架次，总体运行平稳有序。中国南方航空也大幅恢复在穗国内航班。为防止交叉感染，白云机场落实“三个分开”措施，即境内、境外航班分开，T1、T2航站楼工作人员分开，人员、货物分开。白云机场也已有序开放航站楼内餐饮和商业零售[141]；机场还公布了最新防疫要求：对进入航站楼的旅客查验健康码绿码+体温检测正常（进京旅客还需提供48小时核酸检测阴性证明和北京健康宝绿码）[142]。
- 5月16日6时起，白云机场不再将国内进港航班全部纳入重点管控，非重点管控地区国内航班抵达白云机场后通过一号航站楼和二号航站楼正常进港流程保障，实现常态化运行[143]。

#### 地鐵
| 轨道交通车站 | 线路                  | 暂停运营時間                                           | 恢复运营時間                                             |
| ------------ | --------------------- | ------------------------------------------------------ | -------------------------------------------------------- |
| 人和站       | █3号线                | 2022年4月28日20時                                      | 2022年5月13日                                            |
| 機場南站     | █3号线                | 2022年4月28日6时31分 （第一次） 2022年5月2日（第二次） | 2022年4月28日15时10分 （第一次） 2022年5月13日（第二次） |
| 高增站       | █3号线 █9号线         | 2022年4月28日                                          | 2022年5月14日                                            |
| 黃邊站       | █2号线                | 2022年5月2日                                           | 2022年5月12日                                            |
| 白雲大道北站 | █3号线                | 2022年5月2日                                           | 2022年5月12日                                            |
| 永泰站       | █3号线                | 2022年5月3日                                           | 2022年5月7日                                             |
| 嘉禾望崗站   | █2号线 █3号线 █14号线 | 2022年5月3日                                           | 2022年5月7日                                             |
| 機場北站     | █3号线                | 2022年5月7日                                           | 2022年5月8日                                             |

- 4月28日6:31起，廣州地鐵3號線機場南站停止對外服務，7:30起，3號線機場北站B口封閉[108]。15:10起，廣州地鐵3號線機場南站恢復正常運營服務，機場北站B口恢復通行[144]。20:00起，廣州地鐵3號線人和站停止對外服務，3號線及9號線的轉乘站高增站僅保留站內換乘功能，機場北站B口暫停服務[145]。
- 5月2日9:40起，二号线黄边站、三号线白云大道北站停止对外服务。11:30起，三号线机场南站停止对外服务[146]。
- 5月4日8:30起，三号线永泰站停止对外服务，二、三及十四号线嘉禾望岗站停止进出站服务，仅保留站内换乘功能[147][148]。
- 5月7日9:00起，三号线机场北站，广州东环城际白云机场北站停止对外服务，但保留内部地铁与城际换乘功能[149]。此措施于5月8日起取消[150][151]。
- 5月7日17:35起，二、三及十四号线嘉禾望岗站、三号线永泰站（除B2口外）恢复正常运营服务[151][149]。
- 5月10日运营时间起，三号线机场南站恢复对外服务[152]（后决定暂缓恢复对外服务[153]并改在5月13日运营时间起恢复[154]）。
- 5月12日12:30起，二号线黄边站、三号线白云大道北站恢复对外服务[155]。
- 5月13日21:00起，三号线人和站恢复对外服务[156]。
- 5月14日10:00起，三号线及九号线高增站、永泰站B2口恢复对外服务[156][157]。
- 6月24日运营时间起，机场北站B口恢复正常服务[158]。

#### 公交车
- 4月28日6時起，撤銷公共汽车708、夜106线行經白雲機場路段，线路临时绕行花都大道、106国道，双向取消停靠公共汽车飞粤大道北、飞粤大道中、飞粤大道南、广州国际物流中心、白云机场一号航站楼、高增一村（方华路）、人和华城路口、东华村、方华路口等站点[159]。17時起，临时撤销205个公交站点（总站10个[註 62]，中途站195个[註 63]），临时调整28条公交线路（停运2条[註 64]、截短26条[註 65]）[42][145]。
- 4月28日至5月1日，花都区部分公交企业进行线路调整，采取临时飞站、停班等措施[註 66][160]。
- 5月3日起，花都区部分公交企业进行线路调整，采取临时飞站、停班等措施[註 67][161]。
- 5月1日12时起，白云区临时撤销防范区内的公共汽车汇侨新城总站、南航新村总站、大埔村站（双向）、大埔东街站（双向）、汇侨路站（双向）、汇侨南路站（双向）、南社站（双向）、松柏路中站（双向）、棠乐路口站（双向）、棠乐路站（双向）、棠涌村委站（双向）、棠涌南街站（双向）、西苑南街站（双向）、祥岗社区站（双向）、祥岗外街站（双向）、小坪东路站（双向）、小坪东路中站（双向）、新市新街东站（双向）、新市新街口站（双向）、新市新街西站（双向）、新市新街中站（双向）、直巷站（双向）、保利紫云站（西行）、南航新村（西门）站（北行）、棠新路站（北行）等45个站点，公共汽车244A、278、421、426、538、662、743、807A、925、980、夜75等线路采取临时飞站措施[162]。
- 5月2日首班车起，白云区临时撤销鹤龙街道防范区内的公共汽车黄边北路总站、黄鹤路（市残运中心）总站、地铁白云大道北站（双向）、鹤边军民西路站（双向）、鹤边员村站（双向）、鹤边站（双向）、鹤南站（双向）、黄边北路口站（双向）、黄边北路站（双向）、黄边北路中站（双向）、黄边横路站（双向）、黄边南路站（双向）、黄边三横路站（双向）、黄边站（双向）、尖彭路东站（双向）、尖彭路口站（双向）、空港大道(地铁黄边站)（双向）、乐得花园站（双向）、联和站（双向）、彭边村东站（双向）、彭边村西站（双向）、启德路站（双向）、省交警指挥中心站（双向）、省戒毒基地站（双向）、时代玫瑰园站（双向）、司法学校站（双向）、白云大道北地铁站（南行）、鹤南（兵房街）站（南行）、黄边北路（广云路口）站（东行）、黄边北路西站（西行）、黄边南街站（南行）、黄鹤路（市残运中心）站（东行）、南悦花苑站（西行）等57个站点，公共汽车21、38、58、108、127、251、259、274、298、425、510、522、523、524、528、539、660、664、665、666、667、703、706、730、743、755、759、793、794、798、804、807、831、840、886、926、970、983、984、523A、920A、 920B、58A、523A、高峰20、高峰31、高峰36、夜35、夜63、夜80、夜85、夜87、夜94、夜105、夜114、夜115、夜119等57条线路采取临时飞站措施[163]。
- 5月4日起，临时撤销白云区嘉禾街道、永平街道永泰村123个公交站点，70条线路采取临时飞站措施[註 68][147][164]。
- 5月7日起，白云区有160个公交站点恢复运营[註 69][151]。
- 5月12日12时30分起，恢复人和镇、鹤龙街道防范区域（不含封控区、管控区）194个公交站点[註 70]的正常运营，相关线路恢复停靠[155]。
- 5月14日起，白云区有59个公交站点恢复运营[註 71][157]。

### 旅遊景點
- 5月2日，融创广州大剧院（广州融创乐园内其中一个景点）发出通告称，有三场音乐会[註 72]因疫情防控需要而被取消[165]。

### 群众诉求
- 4月18日，“白云城管抗疫小助手”小程序正式上线，后在本轮疫情中被广泛使用[166]。
- 5月2日，白云区人和镇发布10条基本生活物资救助热线[註 73][167]。
- 5月13日，白云区永平街民生热线31214724、31214384和嘉禾街民生热线35622704、31216124调整为12345政务服务热线；鹤龙街民生热线35622754、35622834、35622474调整为020-35872833和12345政务服务热线[168][169]。

## 對廣州以外地區的影響

### 广东省

#### 佛山市
4月29日，佛山市三水区将鸿安花园及塱东村其住所划为封控区（实行“区域封闭、足不出户、服务上门”管理措施），将鸿安花园9座1、2栋及塱东村15、16巷相关楼房划为管控区（实行“足不出区、错峰取物”管理措施），将鸿安花园、塱东村（1巷至17巷、社咀、松头岗、沙墩）、塱西村划为防范区（实行“强化社会面管控、严格限制人员聚集”管理措施。防范区非必要不离开，确需出入的，须持有48小时内核酸检测阴性证明）。

#### 肇庆市
4月29日，肇庆市疾控中心发布公告，要求所有对4月25日以来有广州市白云区、越秀区、花都区、白云机场旅居史人员和白云机场工作人员实施“7天3检”，并对4月25日以来有广州市其他区旅居史的人员实施“3天2检”。

#### 江門市
- 因該市鹤山市发现核酸阳性个案，鹤山市将鹤山市工业城得润电子科技有限公司宿舍和车间划为封控区，实行“区域封闭、足不出户、服务上门”管理措施；将鹤山市工业城得润电子科技有限公司一期生产厂区划为管控区，实行“足不出区，错峰取物”管理措施；将共和镇（全域）划为防范区，实行“强化社会面管控、严格限制人员聚集”管理措施。防范区非必要不离开，如因就医、特定公务等确需出入的，须持有48小时内核酸检测阴性证明。暂停聚集性活动。网吧、电影院、健身场所等娱乐场所和密闭不通风场所暂停营业，餐饮场所取消堂食。严格落实进入室内公共场所预约、错峰、测温、扫（亮）码、佩戴口罩及搭乘公共交通工具扫（亮）码等防控措施。核酸检测方面，防范区内从4月29日8时起开展全员核酸检测，其他镇（街）从10时起开展全员核酸检测。从4月29日起，共和镇中小学、幼儿园、托幼、托育机构、线下培训机构（含托管）全部停课。共和镇居民在镇域范围之外就学的学生暂停返校。复课、返校时间另行通知。自4月29日起，确需离开鹤山的市民，须持有48小时内核酸检测阴性证明；各级党政机关、企事业单位等带头落实非必要不离开鹤山的要求。安排临时安置点供滞留在共和镇面临住宿困难的外地人员入住。[33]
- 5月2日，江门市委书记、市疫情防控指挥部总指挥陈岸明率队到鹤山市、蓬江区指导检查疫情防控工作[171]。
- 5月3日，江门市新冠肺炎防控指挥部办公室发布通告，要求外市来（返）江人员须严格落实主动健康申报和相应健康管理措施。持48小时内核酸阴性证明来（返）江，提前或抵江后12小时内向所在社区、单位或入住酒店报备，抵江后前3天“两点一线”“3天2检”（第1、3天）；行程卡带星号的，抵江后前7天“两点一线”“7天3检”（第1、3、7天）。4月23日以来广州市花都区、白云区来（返）江人员，经广州白云机场来（返）江人员要落实7天居家隔离（不能外出）+7天居家健康监测[172]。
- 5月3日，鹤山市发布《关于进一步强化来（返）鹤人员健康管理的通告》，对广州来（返）鹤人员实行健康管理[註 74][173]。
- 5月4日，鹤山市发出通告，对该市各级各类学校教学安排实行动态调整[註 75][174]。同日上午，鹤山市教育局负责人带队到龙口中学检查学校线上教学准备情况[175]。
- 5月4日，鹤山市行政服务中心发出通告称，鹤山市行政服务中心办事大厅5月5日至5月7日暂停对外办理服务，暂定5月9日恢复对外办理服务[176]。
- 5月8日，鹤山市开展全员核酸检测[177]，结果全部为阴性[178][179]。
- 5月9日，鹤山市除“三区”外所有区域恢复堂食[179]。
- 5月13日8时起，鹤山所有封控区、管控区和防范区解封[180][181]。
- 5月13日14时起，有序恢复共和镇公交线路运营[註 76][182]。

#### 中山市
4月29日，中山市疾控中心发布公告，要求所有4月24日以来，广州市白云区人和镇、白云国际机场和其他重点场所来（返）人员开展7天居家管理，其中第1、3、5、7天就近开展核酸检测，除核酸检测外不外出；广州市其他区域来（返）人员执行3天2检。

#### 珠海市
4月28日，珠海市疾控中心发布公告，要求所有4月23日以来广州市花都区来（返）珠人员、广州白云机场工作人员、经广州白云机场来（返）珠人员迅速向所在社区、单位、酒店报备，落实7天居家隔离（不能外出）+7天居家健康监测（第1、3、5、14天开展核酸检测）。

#### 东莞市
- 因该市长安镇发现核酸阳性个案，4月29日起，长安镇全镇暂时关停全镇聚集性、密闭空间文体娱乐场所，以及村（社区）喜庆堂、广场等场所，全镇校外培训机构的各类线下培训活动均暂停开展[185]。
- 4月30日，东莞市疾控中心发布公告，所有广州来（返）莞人员需主动向所在社区、单位、酒店报备，并配合做好核酸检测、医学观察或健康监测等防控措施[186]。

#### 深圳市
4月28日晚上，深圳市疾控中心发布提醒，4月22日以来，有广州市白云区、花都区旅居史的来（返）深人员应主动向所在社区、单位、酒店报备，并实行14天居家健康监测，第1、3、7、14天开展核酸检测；曾进入过广州市白云机场的来（返）深人员同样需要报备，并实行7天居家隔离+7天居家健康监测，第1、3、7、14天开展核酸检测。

#### 惠州市
4月28日，惠州市疫情防控办发布提醒，要求所有4月23日以来通过广州白云机场来惠或到过该机场的市民朋友，速到所在社区、单位或酒店报备，并尽快于4月28日内完成一次核酸检测。

#### 清远市
- 4月29日起，广州市来（返）清远市的人员需提供24小时核酸阴性证明，抵清后立即向所在社区、单位或酒店报备，并在24小时后再完成一次核酸检测（距离上次核酸检测间隔24小时）。广清邻近片区楼盘、工业园和物流园区人员在此要求基础上，配合属地要求落实健康管理措施[189]。
- 5月6日，清远市疾控中心发出紧急提醒，要求所有在4月28日至5月3日期间到过广州市白云区鹤龙街YH城[註 77]的人员，立即通过电话向所在社区、单位或酒店主动报备，并积极配合落实清远市分类健康管理措施[190]。

#### 韶关市
4月28日，韶关市疾控中心发出通告，要求所有4月22日以来广州市来（返）韶人员立即向所在社区（村委）、所在单位、所在酒店报备相关情况，配合当地做好核酸检测等疫情防控措施。对广州市白云区人和镇、广州白云机场来（返）韶人员（含白云机场相关工作人员）实施“7天居家隔离+7天居家健康监测（第1、3、7、14天检测核酸）”，对花都、越秀、白云区来（返）韶人员实施“3天居家健康监测+11天自我健康监测（第1、3、14天检测核酸）”，广州其它区域来（返）韶人员，落实“四个一”健康管理。

#### 梅州市
4月28日，梅州市疾控中心发出通告，要求所有4月20日以来有广州白云机场活动史的来（返）梅人员，立即向所在社区（村）、单位、酒店主动报备，或通过“健康梅州”公众号报备，并配合防疫人员的指引开展健康管理。

#### 潮州市
4月28日，潮州市疾控中心公布了在本次疫情时期，对广州来汕尾人员的具体防疫要求。

#### 汕尾市
4月28日，汕尾市疾控中心发出通告，要求所有4月23日以来广州市花都区来（返）汕人员、广州白云机场工作人员、经广州白云机场来（返）汕人员迅速向所在社区、单位、酒店报备，落实7天居家隔离+7天居家健康监测（第1、3、5、14天开展核酸检测）。

#### 云浮市
4月28日，云浮市疾控中心发出通告，要求所有4月23日以来到过广州白云机场或白云区人和镇、花都区的来（返）云人员，请立即向社区、单位、居住酒店报备，做好自我居家健康监测，实行三天两检（间隔24小时检测两次核酸）。。

#### 茂名市
4月28日，茂名市疾控中心发出通告，要求所有4月25日以来有广州白云机场、广州市白云区人和镇旅居史的来（返）茂人员迅速向所在社区、单位、酒店报备（社区报备+“茂申报码”报备），落实3天居家健康监测，期间开展2次核酸（每次要间隔24小时），除做核酸外非必要不外出。另外，还要求所有4月25日以来广州市（除白云区人和镇及花都区白云机场以外的其他区域）来（返）茂人员建议持有48小时核酸检测阴性证明，并在抵茂后实施“四个一”健康管理（即发放一份健康告知书，开展一次健康问询，查验一次健康码，开展一次核酸检测）和“14天自我健康监测”。

### 福建省

#### 泉州市
4月29日，福建省泉州市疾病预防控制中心发出通告，要求所有4月25日（含）以来有广州市白云区、花都区旅居史，以及有到过广州白云机场的入（返）泉人员立即向所在社区（村居）或住宿酒店进行报备，落实7天居家医学观察+7天居家健康监测管理措施，并在第1天、3天、7天、10天、14天各进行1次核酸检测。

#### 南平市延平区
4月30日，福建省南平市延平区疾病预防控制中心发出通告，要求所有4月25日（含）以来有广州白云区、越秀区和花都区旅居史的入（返）延人员请立即向所在社区（村居）、单位、居住酒店报备，配合社区落实相关疫情管控措施，并对4月25日（含）以来有广州白云机场旅居史的入（返）延人员实施3天2检。

### 湖南省

#### 长沙市
4月29日，湖南省长沙市疾病预防控制中心发出通告，要求所有4月21日以来有广州市旅居史，特别是有白云机场、白云区旅居史的人员，立即通过“我的长沙”APP或“我的长沙”小程序进行报备，也可选择通过电话、委托亲人朋友同事等方式向目的地所在社区（村）、工作单位或所住酒店报备。

#### 郴州市
4月29日，湖南省郴州市疾病预防控制中心发出通告，要求所有4月14日以来有广州市旅居史，特别是有白云区、越秀区、花都区旅居史的来（返）郴人员，提前2天通过湖南省居民健康卡首页“便民服务—入湘报备”进行报备，同时主动向所在社区(村)、工作单位或居住宾馆（酒店）报告，并按照防控要求落实核酸检测频次、医学隔离观察或健康监测等措施。

### 湖北省

#### 黄石市
4月29日，湖北省黄石市疾病预防控制中心发出通告，要求所有4月23日（含）以来有广东省广州市白云区人和镇、越秀区珠光街道和花都区花东镇旅居史的来（返）黄人员，要主动向所在社区（村）、单位报备，配合各县（市、区）疫情防控指挥部尽快落实防控措施。

#### 十堰市
- 4月28日，湖北省十堰市疾病预防控制中心发出通告，要求所有4月23日（含）以来有广东省广州市白云区人和镇、越秀区珠光街道和花都区花东镇旅居史的来（返）堰人员立即向所在社区（村）、工作单位或居住宾馆报备，并配合当地疫情防控指挥部相应的排查、核酸检测、医学观察。通告中还要求近期拟从广东省广州市白云区人和镇、越秀区珠光街道和花都区花东镇来（返）堰人员，应提前了解十堰市目的地县（市、区）的防控要求，应至少提前24小时主动向目的地所在社区（村）、工作单位或住宿宾馆报告[202]。
- 4月30日，湖北省十堰市疾病预防控制中心发出通告，要求所有4月23日（含）以来有广东省广州市白云区龙归街道旅居史的来（返）堰人员立即向所在社区（村）、工作单位或居住宾馆报备，并配合当地疫情防控指挥部相应的排查、核酸检测、医学观察。通告中还要求近期拟从广东省广州市白云区龙归街道来（返）堰人员，应提前了解十堰市目的地县（市、区）的防控要求，应至少提前24小时主动向目的地所在社区（村）、工作单位或住宿宾馆报告[203]。

## 争议
- 2022年4月29日，广州市增城区发布辟谣，网络上传播的“增城排查发现6名本地无症状感染者”属不实信息[204]。

## 外部連結
- 中华人民共和国国家卫生健康委员会疫情信息 （页面存档备份，存于）
- 广东省卫生健康委员会疫情信息 （页面存档备份，存于）
- 广州市卫生健康委员会疫情信息（页面存档备份，存于）